# Amir Arison
Amir Arison (ur. 24 marca 1978 w Saint Louis) – amerykański aktor filmowy i telewizyjny. Występował w jednej z głównych ról w serialu Czarna lista.

## Życiorys
Urodził się 24 marca 1978 w Saint Louis.
Występował w takich filmach jak: Dzień zero (2007), Spotkanie (2007) i Wampirzyce (2012). Pojawił się w rolach gościnnych w serialach Guiding Light (2003), Prawo i porządek (2004), Prawo i porządek: Zbrodniczy zamiar (2005–2007, 2 odcinki), Hope i Faith (2006), Fringe: Na granicy światów (2008), As the World Turns (2008, 4 odcinki), Agenci NCIS (2010), American Horror Story: Murder House (2011), Homeland (2011, 2 odcinki),  State of Georgia (2011), Bez litości (2012, 2 odcinki), Plotkara (2012), Mentalista (2012), Dallas (2012–2013, 2 odcinki) i Once Upon a Time in Wonderland (2013).
W latach 2009–2011 pojawił się w 11 odcinkach serialu Prawo i porządek: sekcja specjalna jako dr Manning, wcześniej – w 2005 pojawił się w jednym odcinku tej produkcji w innej roli. Wystąpił jako Theo w sześciu odcinkach serialu Zero Hour (2013). Od 2013 występował w roli agenta FBI Arama Mojtabai w nagradzanym serialu Czarna lista.
W 2016 wyreżyserował film krótkometrażowy Fortres i zagrał w nim główną rolę, za co w 2017 na Hang Onto Your Shorts Film Festival otrzymał nagrodę dla najlepszego aktora i nominację w kategorii najlepszy reżyser.